# Obnovené zřízení zemské

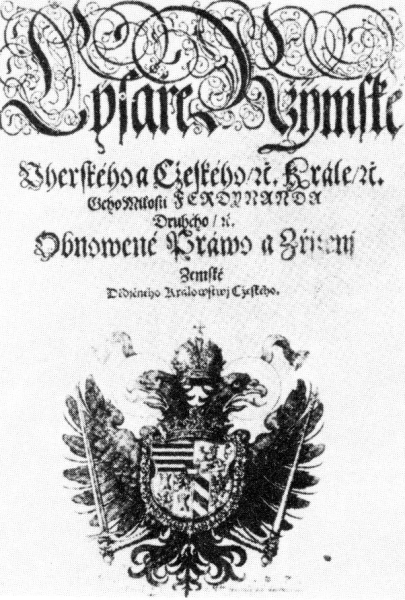
Úvodní list tištěného Obnoveného zřízení zemského (pro Čechy)

Obnovené zřízení zemské (německy Verneuerte Landesordnung, celým název Verneuerte Landesordnung des Erbkönigreichs Böhaimb resp. Verneuerte Landes-Ordnung des Erb-Markgrafthums Mähren) je název pro historické zemské ústavy Čech (z 10. května 1627) a Moravy (z 10. května 1628).
Názvem Obnovené zřízení zemské se někdy označuje též návrh zemského zřízení pro Opavské knížectví ze 60. let 17. století.

## Vydání a tisk
Český král a moravský markrabě Ferdinand II. obě zemská zřízení oktrojoval, tj. vydal bez souhlasu sněmu, na základě vítězství nad stavy v občanské válce a teorie o propadlých právech. Na závěrečné redakci zřízení se podíleli olomoucký biskup František kardinál z Ditrichštejna a pražský arcibiskup Arnošt Vojtěch z Harrachu.
První vytištěné exempláře českého zemského zřízení byly k dispozici koncem května 1627. Byly vydány německy (autentické znění) pod názvem Verneuerte Landesordnung des Erbkönigreichs Böhaimb. Ačkoliv oficiálně Obnovené zřízení zemské stanovilo rovnost češtiny s němčinou, fakticky došlo k určení podřadné role češtině, o čemž svědčilo nedokončené vydávání úředního překladu (tisk zastaven u folia 135, litery F 1). České vydání je evidováno v Knihopisu pod číslem K02447 a odlišná verze K02447a.
Znalost zemského zřízení byla pro státní úřady nezbytná, proto vydání bylo provedeno ve vysokém nákladu a vznikala také celá řada rukopisných opisů (např. jen z nedokončeného českého vydání, kterému ve své době nebyla věnována velká pozornost, se dodnes dochovalo na čtyřicet tisků).
Jeden z českých rukopisů daroval Česku ruský prezident Putin v listopadu 2017 v Soči do rukou prezidenta Zemana. Podle tvrzení ruské strany a mluvčího prezidenta se má jednat o cennější rukopis (údajně „...jde o jediné kompletní Obnovené zřízení zemské z roku 1627. Ve Strahovském klášteře je druhý exemplář, tomu ale chybí šest stran.“). Dle slov Hedviky Kuchařové z knihovny Strahovského kláštera je však zajímavý především svou historickou hodnotou. Není možné vyloučit, že se jedná o jeden z mnoha českých opisů, které mají cenu ještě nižší. Není známá ani provenience rukopisu, podle sdělení mluvčího Ovčáčka ho Rusko získalo od německého sběratele.

## Hlavní ustanovení
- Místo dosavadního stavovského systému byl uzákoněn panovnický absolutismus.
- Země koruny české prohlášeny za dědičné (nepřestaly tedy existovat) v panovnickém rodě (habsburském) až do vymření mužského i ženského potomstva (posílena moc české královské dvorské kanceláře ve Vídni). ("týmž stavům a obyvatelům království tohoto volení krále dříve nepřináleží, lečby žádného víceji dědice z královského kmene, rodu, semene a krve, mužského neb ženského pohlaví, před rukama, ani v očekávaní nebylo")
- Katolické náboženství bylo prohlášeno za jediné povolené vyznání v českých zemích (ti, kteří se nechtěli „srovnat“ s panovníkem ve víře, museli se vystěhovat ze země, ovšem s výjimkou poddaného lidu, který musel přestoupit ke katolictví po dobrém nebo po zlém).
- Duchovenstvo zaujalo první místo v zemském sněmu (za ním teprve stav panský, rytířský a královská města – ta měla na sněmu jen jeden hlas). Pražský arcibiskup, coby nejvyšší církevní autorita v zemi, získal čestný titul Primas Bohemiæ.Vystěhovalci čeští (výjev po vydání Obnoveného zřízení zemského roku 1627, ilustrace J. Scheiwla, Česko-moravská kronika, 1891)

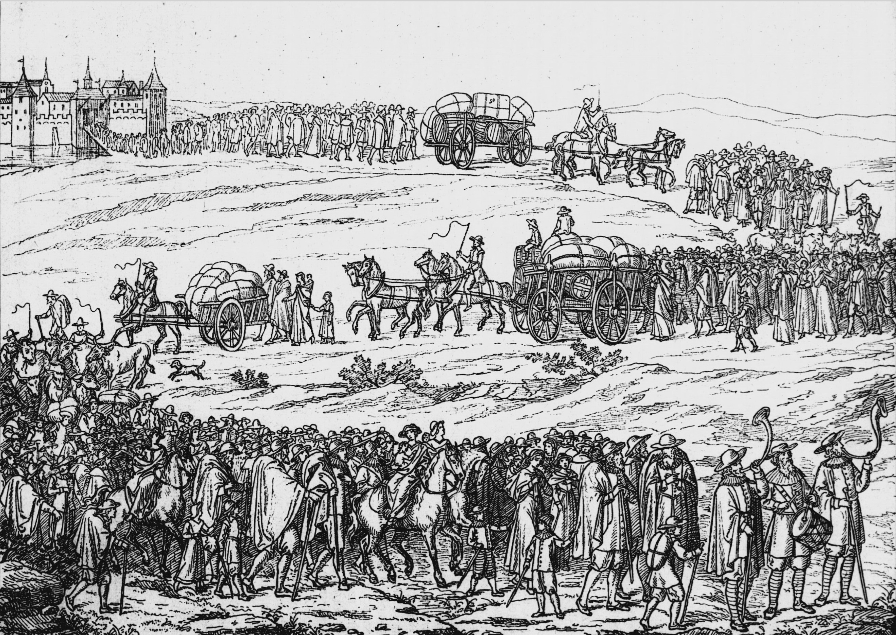
Vystěhovalci čeští (výjev po vydání Obnoveného zřízení zemského roku 1627, ilustrace J. Scheiwla, Česko-moravská kronika, 1891)

- Jazyk německý byl zrovnoprávněn s českým (ve skutečnosti mu však byl nadřazen).[4]
- Stavům bylo ponecháno povolování, rozvrhování a vybírání daní.
- Zemské úředníky směl jmenovat pouze panovník (jemu byli také zodpovědní).
- Ústní řízení nahrazeno písemným.

Obnovené zřízení zemské obsahovalo ustanovení státního, soukromého a trestního práva, předpisy týkající se soudního a deskového řádu, připojena byla Svatováclavská smlouva z roku 1517 a Narovnání o hory a kovy z roku 1534 (a z roku 1575). V roce 1640 (1650 na Moravě) bylo doplněno Královskými deklaratorii a novelami, sbírkou královských rezolucí, vysvětlení a nových ustanovení. Obnovené zřízení zemské právně utvrzovalo podřízení českých zemí habsburskému absolutismu. Jde o důležitý pramen českého státního práva.
Jeho vydání spustilo masivní emigrační vlnu protestantského obyvatelstva českých zemí. Ustanovení Obnoveného zřízení zemského se udržela až do roku 1848 (snahy české šlechty o podstatnou revizi a zmírnění Obnoveného zřízení zemského během 1. poloviny 18. století se nezdařily).

#### Digitalizované tisky
- Obnowené Práwo a Zřjzenj Zemské Dědjčného Králowstwj Cžeského. Praha: Jan Šuman, 1627. Dostupné online. S. [6], CXXXV [spr. CXXXIV].[nedostupný zdroj]

- Obnowené Práwo a Zřjzenj Zemské Dědjčného Králowstwj Cžeského. Praha: [s.n.], 1627. Dostupné online.

- Verneuerte Landes-Ordnung des Erb-Markgrafthums Mähren : 1628. V Brně: [s.n.], 1890. Dostupné online. (německy/česky)

#### Edice OZZ
- Obnovené právo a Zřízení zemské dědičného království Českého. Verneuerte Landes-Ordnung des Erb-Königreichs Böhmen. 1627. (ed. Jireček, Hermenegild). Praha, 1888. digitalizovaný text
- Verneuerte Landes-Ordnung des Erb-Markgrafthums Mähren. Obnovené zřízení zemské dědičného markrabství moravského. 1628. (ed. Jireček, Hermenegild). Brno, 1890.